# Borek (powiat bocheński)
Borek – wieś w Polsce, w województwie małopolskim, w powiecie bocheńskim, w gminie Rzezawa.

## Położenie
Borek położony jest w środkowo-zachodniej części gminy. Od północnego zachodu graniczy z gminą Bochnia i stanowi granicę gminy. W swojej gminie sąsiaduje z sołectwami:
- Dąbrówka – od północnego wschodu,
- Dębina – od północy,
- Jodłówka – od południowego wschodu,
- Ostrów Królewski – od zachodu,
- Rzezawa – od południa.

Nazwa miejscowości jest bardzo łatwa do interpretacji. Wieś została założona na terenach wykarczowanej puszczy. Kiedyś był tu las iglasty, czyli bór.

## Historia

### Początki osadnictwa
Początek Borku datowany jest na 10 lutego 1350 roku, kiedy to Kazimierz Wielki wydał akt lokacyjny wsi na prawie niemieckim. W akcie tym polecił chłopu Maciejowi, synowi Dobormysła, przyszłemu sołtysowi, założyć na 30 łanach nad rzeką Wydrzyną, w głębi puszczy, wieś Borek. Nowi koloniści dostawali zazwyczaj 1 łan ziemi (kmiecie) lub 0,25 łana (zagrodnicy). Sam sołtys dostał 3 łany w obrębie wsi, z prawem rozszerzenia tej darowizny poprzez karczunek sąsiednich lasów. Maciej miał wybudować we wsi karczmę, dwa stawy rybne i młyn, urządzić ławę szewską, piekarską i rzeźnicką. Sołtys i kmiecie mieli być zwolnieni przez 20 lat z powinności i opłat na rzecz króla. Po upływie tego czasu sołtys miał służyć władcy ze swoim oddziałem łuczników. W Borku miał powstać pierwszy kościół na terenie obecnej gminy Rzezawa.
Z nieznanych przyczyn 26 maja 1350 król zmienił zdanie i kościół został wybudowany w Rzezawie. Tym samym Borek stracił szansę na zostanie główną miejscowością regionu.

### Od średniowiecza do zaborów
W 1461 r. Winiek Kezigner kupił połowę sołectwa Borek. Od roku 1581 wieś wchodziła w dobra powiatu szczyrzyckiego. W XVI w. tereny te objęło starostwo krzeczowskie. W 1681 r. Borek razem z Dąbrówką odłączył się od tego starostwa.
Niemal od samego początku mieszkańcy Borku buntowali się przeciw zwiększaniu się ciężarów feudalnych a ograniczaniu przywilejów. W roku 1440 wystąpili przeciwko Janowi Wątróbce ze Strzelec do Sądu Ziemskiego o nieprzestrzeganie przywilejów.
W roku 1681 Borek zostaje odłączony od starostwa. Dzierżawcą Borku został Jerzy Proszycki chorąży żytomierski.
W roku 1729 gromady Starostwa krzeczowskiego sprzeciwiły się panu w związku z podwyższeniem czynszów i danin, oraz przeciwko wprowadzonym opłatom za żołędzie. W dekrecie referendarskim z dnia 28 lipca 1729 sąd nakazał aby buntów przeciw administracji nie czynić, czynsze i daniny według dawnych zwyczajów i dekretów sądowych dawać.
W roku 1753 wpłynęła kolejna skarga na podstarostę Antoniego Bieleckiego o podwyższenie powab przy grabieniu siana do siedmiu dni w roku przez kmieci. Posłuszeństwo wymuszali nieustannym biciem kańczugami w gołe ciało. Bito wszystkich, nie oszczędzano kobiet ciężarnych, ludzi w podeszłym wieku i dzieci. Odpowiedzią starosty Adama Szwarcemberga-Czernego było sprowadzenie 29 sierpnia 1753 roku na gromady żołnierzy regimentu ks. Lubomirskiego do wsi Borku trzynastu żołnierzy wraz z porucznikiem, mających ze sobą piętnaście koni.

### Borek pod panowaniem austriackim
Borek wszedł pod panowanie Austrii już podczas I rozbioru. 23 sierpnia 1775 wrogie wojska zajęły dobra krzeczowskie, do których należał również Borek. Był on wtedy w posesji Ignacego Dydyńskiego.
Po zajęciu dóbr krzeczowskich sprzedano je w dwóch sekcjach. Borek, razem z Buczkowem, Dębiną i Dąbrówką 27 sierpnia 1835 kupił podczas licytacji Edward Homolatsch. Cena wywoławcza wynosiła 28 293 złr, nabywca zapłacił 28 650 złr. (guldenów lub florenów).
W 1873 od lipca do września panowała w parafii Rzezawa cholera. Pamięci zmarłych Borkowian poświęcone są betonowe krzyże.
W 1880 Borek nabył M. Zimmermann.
20 listopada 1909 Sąd handlowy zarejestrował „Spółkę oszczędnościowo pożyczkową w Borku”, w ogólnopolskim systemie Raiffeisena, z liczbą 169 członków, z końcem 1911 roku. Spółka obejmowała swym zasięgiem Borek i Ostrów Królewski. Przełożonym Zarządu został Jan Kłuś, kasjerem został Józef Urbański, a przewodniczącym Rady Nadzorczej został Jan Przepiórka kierownik szkoły.

### II wojna światowa i po
Podczas II wojny światowej zawiązano organizację walczącą z okupantem. Duża część mieszkańców brała w niej udział. Do dziś widoczne są dziury po niemieckich okopach, znajdujących się na polach, a nawet obok domów mieszkalnych.
W latach 1954–1959 wieś należała i była siedzibą władz gromady Borek, po jej zniesieniu w gromadzie Rzezawa. W latach 1975–1998 miejscowość należała do województwa tarnowskiego. Integralna część miejscowości: Podzatoka.

## Zabytki
Obiekty wpisane do rejestru zabytków nieruchomych województwa małopolskiego.
- zagroda nr 108 (d. 106), z 1890 roku,
  - chałupa z 1869 roku,
- dom (chałupa) nr 181 z 1869 roku.

## Osoby związane z Borkiem
- Władysław Ryncarz – poseł na sejm wybrany w wyborach 1947 z listy PSL „Nowe Wyzwolenie”.
- Franciszek Stal – kawaler Orderu Virtuti Militari, żołnierz Armii Krajowej, po wojnie uznany działacz społeczny i długoletni pracownik Polskich Kolei Państwowych.

## Borek dziś
Dziś Borek jest wsią, w której prężnie rozwija się turystyka.
Przez miejscowość przebiega odcinek autostrady A4. Wieś posiada sieć kanalizacyjną, którą wybudowała jako pierwsza w całej gminie. Podobnie jak sąsiadujący Ostrów Królewski charakteryzuje się krajobrazem rolniczym. Od 1981 funkcjonuje Parafia pw. Najświętszego Serca Pana Jezusa.
Charakterystycznym elementem starej zabudowy wsi są domy budowane frontem ku południowi. W związku z układem drogi jest to przykład zabudowy quasi-szczytowej.

## Toponima
Borek nazwy użyte w przeszłości – Borecz, Borzecz
Nazwy części wsi:
Mały Koniec, Podzatoka, Duży Koniec, Osiedle Piaski, Skotnica
Nazwy obiektów fizjograficznych:
Działki, Górki, Granice, Kaługa, Kąty, Łączki, Łęki, Małe Błonie, Nawisie, Pagórek, Piaski, Podlesie, Potoki, Porębisko, Prośnia, Przeczka, Przymiarek, Rodzików, Rzeczki, Wielkie Błonie, Wydziałki, Zastodole,

## Turystyka i rekreacja
We wrześniu 2002 w miejscowości otwarto uzdrowiskowo – rekreacyjny ośrodek Balaton, który jest inwestycją Uzdrowiska Kopalnia Soli w Bochni. Zajmuje on powierzchnię 45 ha i składa się z dwóch części. Pierwsza to kompleks boisk sportowych, wypożyczalnia sprzętu sportowego, place zabaw, karczma, wypożyczalnia rowerów, trasy rowerowe, grille, miejsca na ogniska, jeziorka dla wędkarzy, stadnina koni i inne. Druga to poligon paintballowy z licznymi fortyfikacjami.

## Oświata

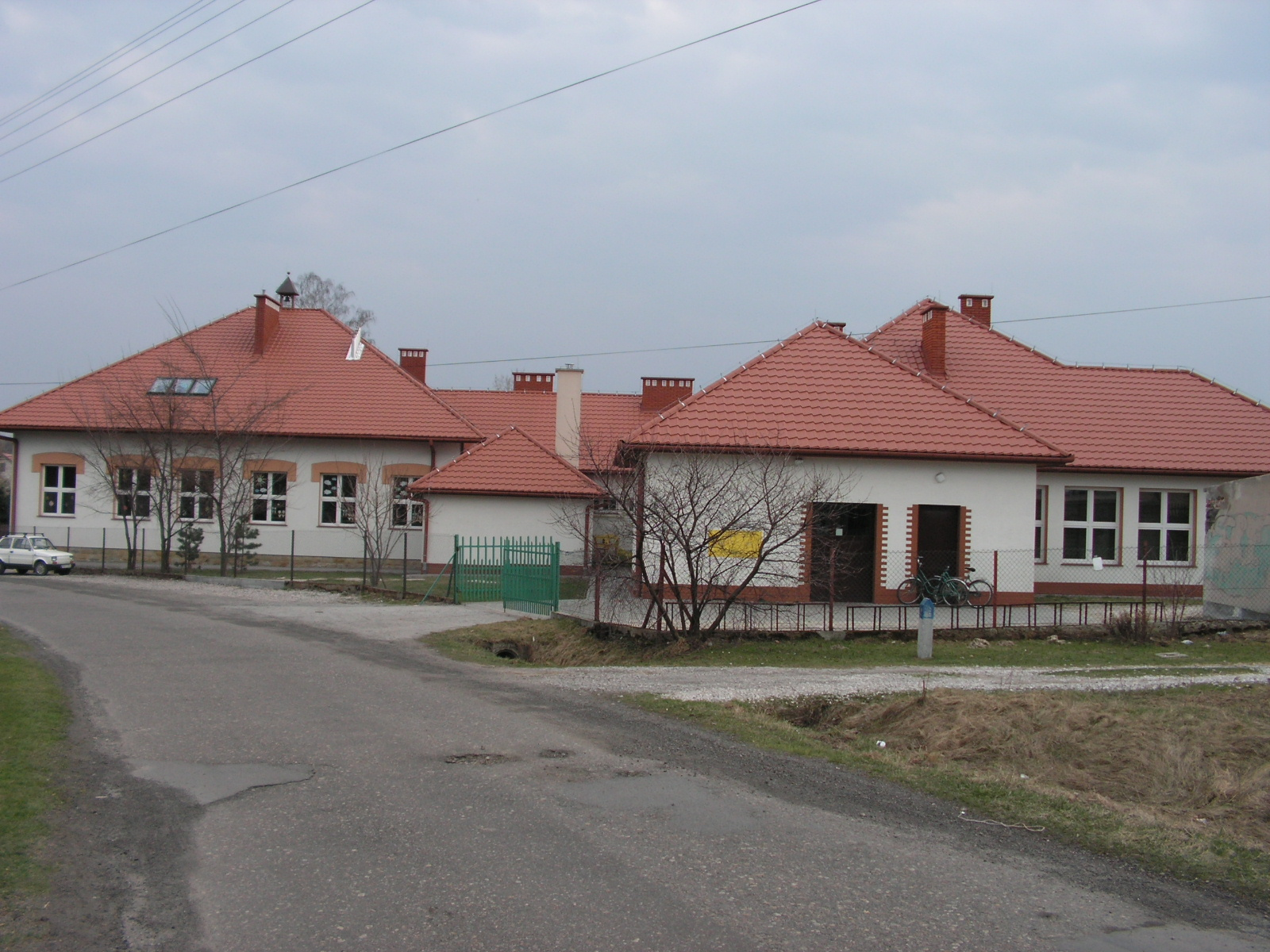
Budynek szkoły podstawowej i przedszkola

W Borku działa Publiczna Szkoła Podstawowa oraz Publiczne Przedszkole. Więcej informacji na temat szkoły można znaleźć na jej stronie internetowej: www.zspborek.szkolnastrona.pl. Przed reformą edukacji uczniowie w wieku gimnazjalnym dojeżdżali do gimnazjum w Rzezawie lub w Dąbrówce.
W latach 1848–1849 założono w Borku dwuklasową parafialną szkółkę filialną. Nauczycielem został Jan Różycki, religii uczył ks. Jan Bartoszek. Jako ławki służyły ławy z dawnego kościoła w Rzezawie. Szkoła dotrwała do roku 1870. Wznowiła pracę w 1891 r. W 1908 założono we wsi wypożyczalnię książek przy Towarzystwie Szkoły Ludowej w Bochni.

## Sport
W Borku od 1958 roku działa klub sportowy Borkowianka Borek posiadający sekcję piłki nożnej. Tradycyjne barwy to granatowo-czerwone. Największym osiągnięciem drużyny jest gra w sezonie 2002/2003 w A klasie.
Skarb kibica Borkowianki

## OSP Borek
Od 1914 we wsi istnieje jednostka ochotniczej straży pożarnej, do której należy 31 osób. Strażacy mają do dyspozycji pożarnicze Iveco 4x4 z 1998 roku.

## Legendy i podania
Siwa klacz w Borku to najbardziej znana legenda związana z Borkiem. Ma wyjaśniać dlaczego kościół w XIII w. powstał w sąsiedniej Rzezawie, a nie na miejscu. W Borku postanowiono wybudować kościół i zaczęto gromadzić budulec. Gdy wybrano majstrów do budowy, każdej nocy materiału ubywało. Postanowiono złapać złodzieja. Po odgłosach końskich kopyt strażnicy dotarli do Rzezawy, w miejsce gdzie dziś stoi kościół, i tam odnaleźli budulec. Obok stała siwa klacz. Uznano, że sama przewoziła materiały, co ludzie uznali za wolę bożą i wybudowali kościół w tamtym miejscu.